# Marlow (Nova Hampshire)
Marlow é uma cidade no condado de Cheshire, Nova Hampshire, Estados Unidos. A população era de 742 pessoas no censo de 2010.